# Josh Brener

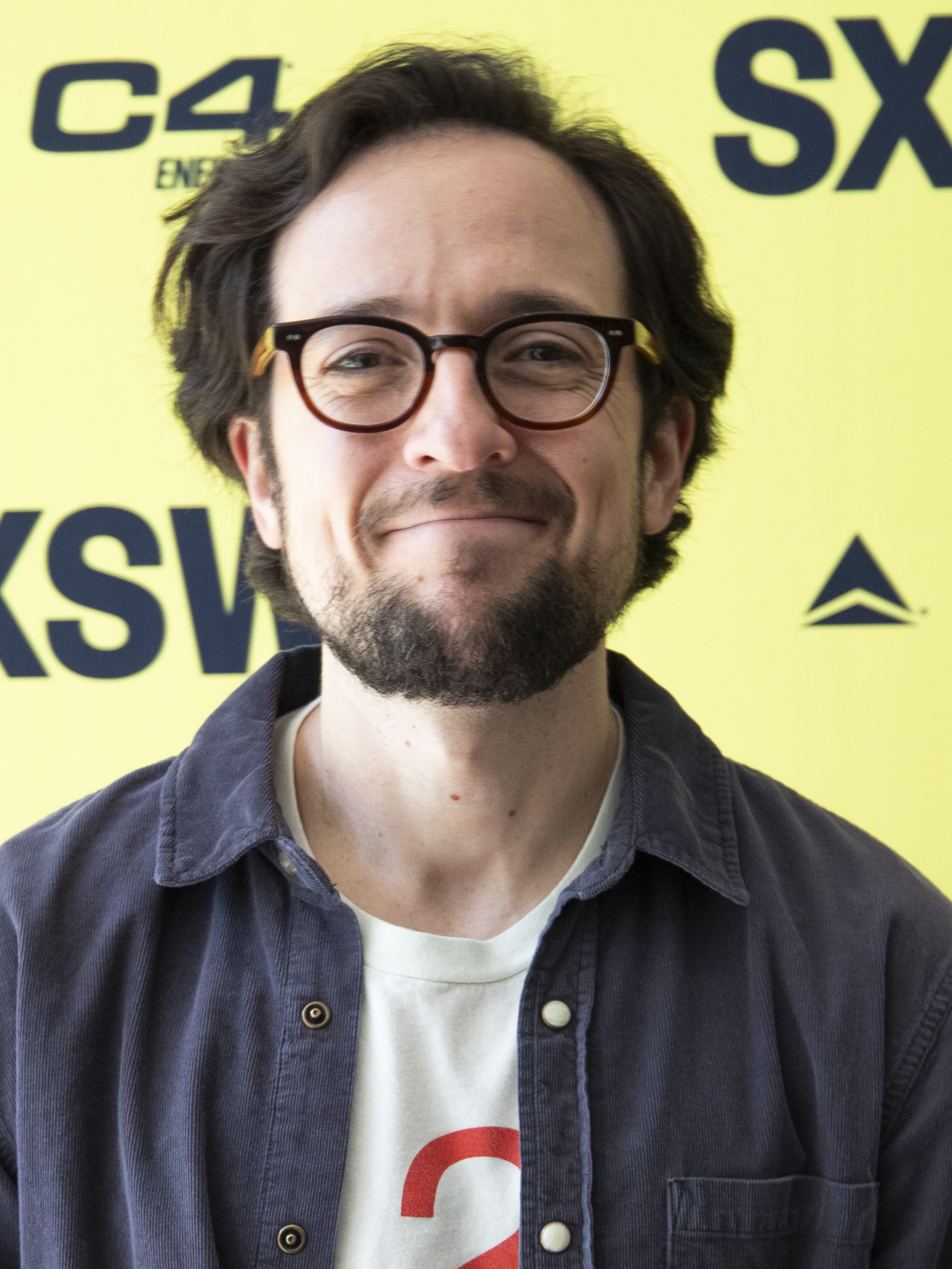
Josh Brener (2024)

Josh Brener (* 1. Oktober 1984 in Houston, Texas) ist ein US-amerikanischer Schauspieler und Synchronsprecher. Er studierte an der Harvard University. Dort war er Präsident der Hasty Pudding Theatricals Company.
Bekanntheit erreichte er durch seine Rollen in Silicon Valley und Glory Daze sowie als Dale in The Big Bang Theory und als Lyle in Prakti.com.

## Filmografie (Auswahl)
Als Schauspieler
- 2010–2011: Glory Daze (Fernsehserie, zehn Folgen)
- 2011/2013: The Big Bang Theory (Fernsehserie, zwei Folgen)
- 2012: House of Lies (Fernsehserie, eine Folge)
- 2013: Prakti.com (The Internship)
- 2013–2015: Maron (Fernsehserie, zwölf Folgen)
- 2014–2019: Silicon Valley (Fernsehserie, 53 Folgen)
- 2016: Das Belko Experiment (The Belko Experiment)
- 2018: Der Spitzenkandidat (The Front Runner)
- 2019: Was Männer wollen (What Men Want)
- 2019: Modern Family (Fernsehserie, eine Folge)
- 2019: The Neighborhood (Fernsehserie, 1 Folge)
- 2020: All my Life – Liebe, als gäbe es kein Morgen (All My Life)
- 2023: The Last of Us (Fernsehserie, Folge 1x01)
- 2023: Sniper: G.R.I.T. (Sniper: G.R.I.T. – Global Response & Intelligence Team)
- 2023: Old Dads
- 2024: 3 Body Problem (Fernsehserie, eine Folge)
- 2024: Carry-On

Als Synchronsprecher
- 2016: Max Steel
- 2017: Star Wars Rebels (Animationsserie, zwei Folgen)
- 2017–2021: DuckTales (Animationsserie, zehn Folgen)
- 2018–2020: Star Wars Resistance (Animationsserie, 34 Folgen, Stimme von Neeku)
- 2018–2022: Der Aufstieg der Teenage Mutant Ninja Turtles (Rise of the Teenage Mutant Ninja Turtles) (Zeichentrickserie, sechs Folgen, Stimme von Donnie)
- 2018–2019: 101 Dalmatian Street (Animationsserie, sechs Folgen, Stimme von Dylan)
- 2019/2022: Love, Death & Robots (Animationsserie, zwei Folgen)
- 2021–2023: Rugrats (Animationsserie, elf Folgen)
- 2022: Der Aufstieg Der Teenage Mutant Ninja Turtles – Der Film (Rise of the Teenage Mutant Ninja Turtles: The Movie) (Stimme von Donnie)
- 2023–2024: Haileys Mission (Hailey’s On It!) (Stimme von A. C.)